# Michele Ciresa
Michele Ciresa (Cavalese, 21 luglio 1980) è un hockeista su ghiaccio e dirigente sportivo italiano, attaccante dell'Hockey Club Piné e vicepresidente del Valdifiemme Hockey Club.

## Palmarès
- Coppa Italia: 1

Pontebba: 2007-2008